# Климат Турции

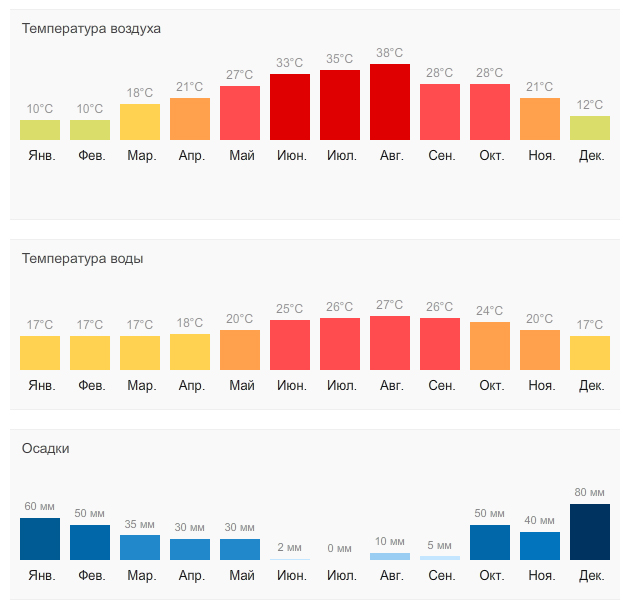
климат Турции

Турция — страна преимущественно горная, потому климат носит в среднем горный характер и черты континентального. Лето во внутренних континентальных районах Турции повсеместно жаркое и засушливое, зимы снежные и холодные. На Эгейском и Средиземном море климат субтропический средиземноморский, с более мягкой зимой, устойчивый снежный покров не образуется.
На Чёрном море климат умеренно-морской с характерными для него тёплым летом и прохладной зимой. Средняя температура зимой (в январе) составляет примерно +5 °C, летом (в июле) — около +23 °C. Осадков выпадает до 1000—2500 мм в год. Летом среднесуточная температура может превысить +30 °C и (изредка) +35 °C, а жара может превысить +40 °C, но это бывает сравнительно редко на южном побережье Турции.
На юго-востоке Турции климат имеет черты тропического пустынного, и влажность низкая, в отличие от высокой влажности на берегу Чёрного моря.

## Типы климата Турции
- Континентальный климат в основном распространён в Центральной Анатолии, Восточной Анатолии, большей части Юго-восточной Анатолии, а также в центральных частях Фракии. Летом бывает жарко и засушливо, а зимой преобладают холод и снег.
- Средиземноморский климат распространён в Средиземноморье, на Эгейском море, а также на юге Мармары. Летом климат жаркий и засушливый, а зимой тёплый и дождливый.
- Черноморский климат распространён на Черноморское побережье и север Мармары. Климат дождливый, не засушливый; летом прохладный, зимой на побережье тёплый, а в горах холодный.
- Климат Мармары является переходным между континентальным и средиземноморским климатами. Зимой он не тёплый как средиземноморский, но и не холодный как континентальный. Летом он не дождливый как черноморский, но и не засушливый континентальный.[1]

Графическое изображение климатов городов
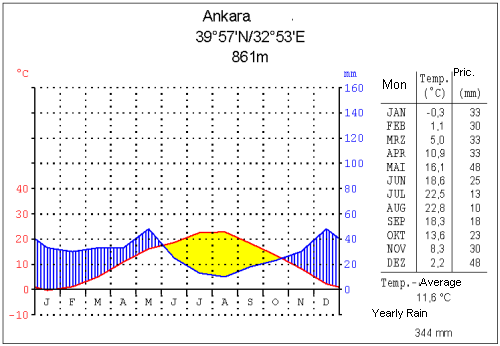
Анкара
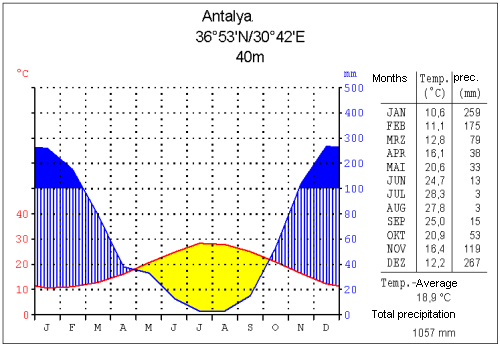
Анталья
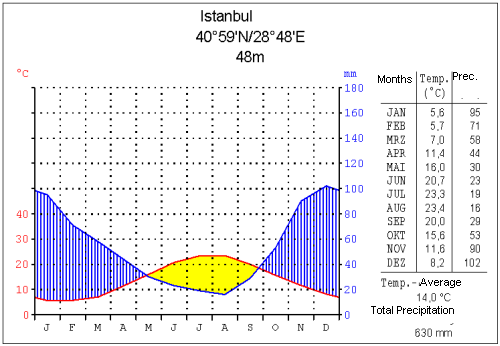
Стамбул
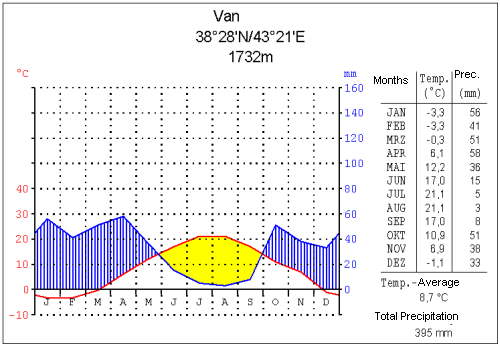
Ван
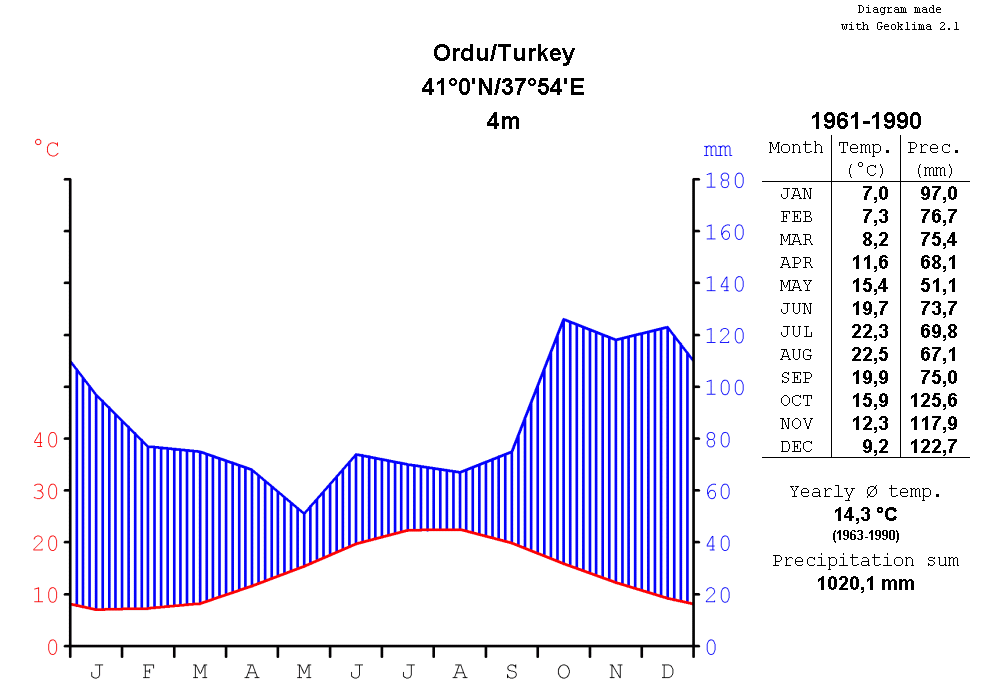
Орду
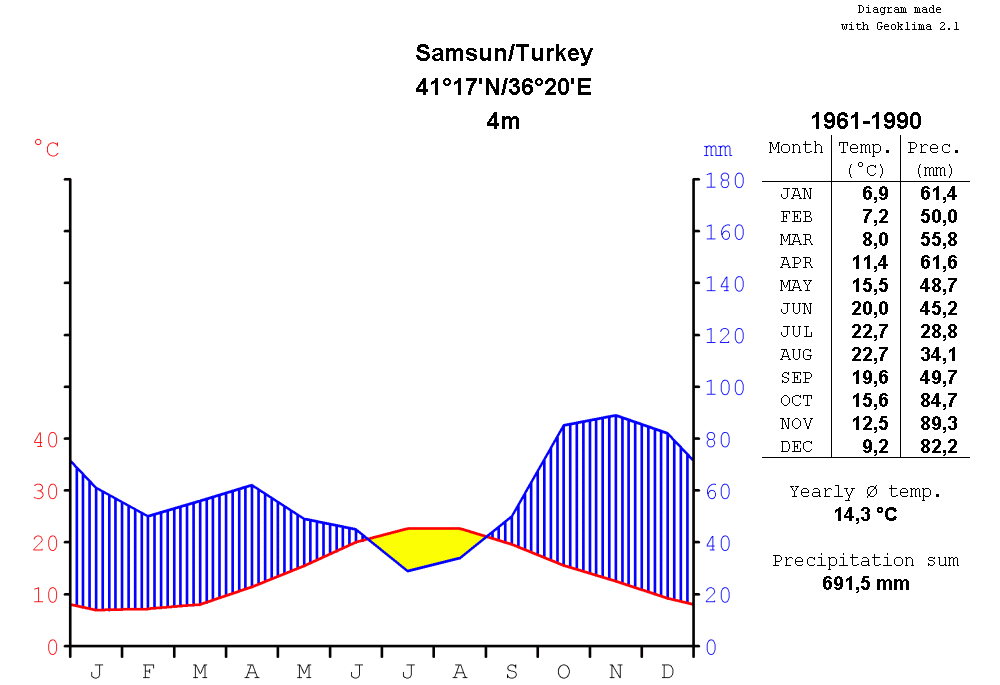
Самсун